# Naturwald Schlag
Der Naturwald Schlag ist ein knapp ein Hektar großer Naturwald im Naturraum Steigerwald. Er liegt innerhalb des Stadtgebiets von Schlüsselfeld im Stadtteil Thüngfeld sowie im oberfränkischen Landkreis Bamberg. Der Naturwald befindet sich südlich des Ortes Heuchelheim und wurde im Jahr 2022 als Schutzgebiet ausgewiesen.

## Geographische Lage
Das Schutzgebiet liegt im nördlichen Teil des Mittelgebirges Steigerwald, das nahezu deckungsgleich mit dem gleichnamigen Naturpark ist. Der Naturwald ist eingebettet in einen kleinen Waldkomplex am südlichen Rand des Landkreises Bamberg.
Nördlich des Naturwalds verläuft die Autobahn A3. Außerdem befindet sich nördlich der Schlüsselfelder Stadtteil Heuchelheim, der etwa 1,5 km nordwestlich des Naturwalds Schlag liegt.
Östlich befindet sich der Kernort der Kleinstadt Schlüsselfeld sowie die Stadtteile Rambach und Thüngfeld. Ebenfalls östlich liegt das Gebiet Schottengrund, das Teil des Waldkomplexes ist, in dem der Naturwald liegt.
Südlich des Naturwalds liegt Fürstenforst, ein Ortsteil des Marktes Burghaslach im mittelfränkischen Landkreis Neustadt an der Aisch-Bad Windsheim. Ebenfalls südlich befindet sich der Kernort der Gemeinde Burghaslach.
Westlich liegt der Schwalbenzabel (367 m ü. NHN), noch weiter westlich der bekanntere Heuchelheimer Berg (391 m ü. NHN), der trotz seiner eher geringen Höhe von weitem sichtbar ist. Ebenfalls westlich liegt der Burghaslacher Gemeindeteil Freihaslach.

## Schutzstatus und Geschichte
In Naturwaldreservaten und Naturwäldern wird – abgesehen von notwendigen Maßnahmen des Waldschutzes und der Verkehrssicherung – keine Bewirtschaftung oder Holzentnahme betrieben. Die Initiative des Volksbegehren Artenvielfalt und Naturschönheit in Bayern im Jahr 2019 bewegte die Bayerische Staatsregierung dazu, zehn Prozent des Staatswaldes aus der Nutzung zu nehmen.
Als Reaktion darauf wurde 2022 die Fläche im Schlag als Naturwald ausgewiesen. Bereits vor der offiziellen Ausweisung war dieses Gebiet von den Bayerischen Staatsforsten als sogenannter Klasse-1-Wald aus der Nutzung genommen worden.
Die Bayerische Staatsregierung wandelte dieses Gebiet anschließend in einen Naturwald um. Somit ist es dauerhaft der natürlichen Waldentwicklung überlassen. Laut den Bayerischen Staatsforsten handelt es sich bei diesem Waldgebiet um einen alten und naturnahen Bestand aus Kiefern, Buchen und Eichen.
Der Naturwald ist Teil der bundesweiten Strategie zur natürlichen Waldentwicklung mit dem Ziel, langfristig mindestens fünf Prozent der Wälder dauerhaft aus der Nutzung zu nehmen. International ist das Gebiet schwer einzuordnen, da es nicht an die IUCN gemeldet wurde und wahrscheinlich auch nicht deren Flächenkriterien für Wildnisgebiete entspricht.